# Minotauro

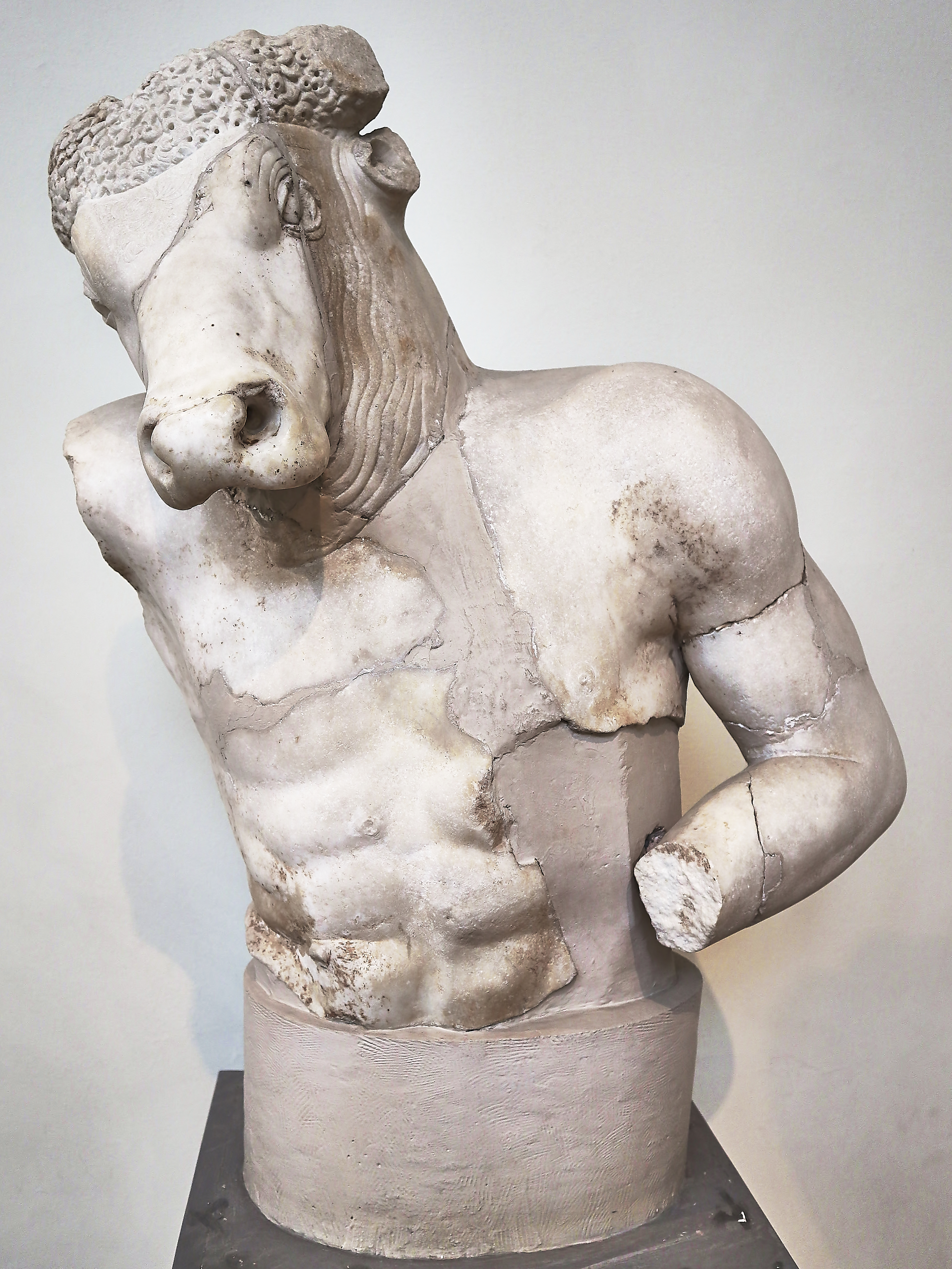
Busto do Minotauro, Museu Arqueológico Nacional de Atenas

O Minotauro (em grego: Μῑνώταυρος; em latim: Minotaurus; em etrusco: Θevrumineś) é um personagem da mitologia grega cuja representação mais tradicional entre os gregos antigos era uma criatura com a cabeça de um touro sobre o corpo de um homem. O autor romano Ovídio descreveu-o simplesmente como "parte homem e parte touro". Habitava no centro de um Labirinto, uma elaborada construção erguida para o rei Minos de Creta, e projetada pelo arquiteto Dédalo e seu filho, Ícaro especificamente para abrigar a criatura. O sítio histórico de Cnossos, com mais de 1300 compartimentos semelhantes a labirintos, já foi identificado como o local do labirinto do Minotauro, embora não existam provas que confirmem ou desmintam tal especulação. No mito, o Minotauro posteriormente morre pelas mãos do herói ateniense Teseu.
O termo Minotauro vem do grego antigo Μῑνώταυρος, composto etimologicamente pelo nome Μίνως (Minos) e o substantivo ταύρος ("touro"), e pode ser traduzido como "(o) Touro de Minos". Em Creta, o Minotauro era conhecido por seu nome próprio, Astério, um nome que ele compartilhava com o pai adotivo de Minos. Originalmente, Minotauro era apenas utilizado como nome próprio, referindo-se a esta figura mítica. O uso de minotauro como um substantivo comum que designa os membros de uma raça fictícia e genérica de criaturas antropogênicas com cabeças de touro surgiu bem posteriormente, no gênero de ficção fantástica do século XX.

## Nascimento e aparência

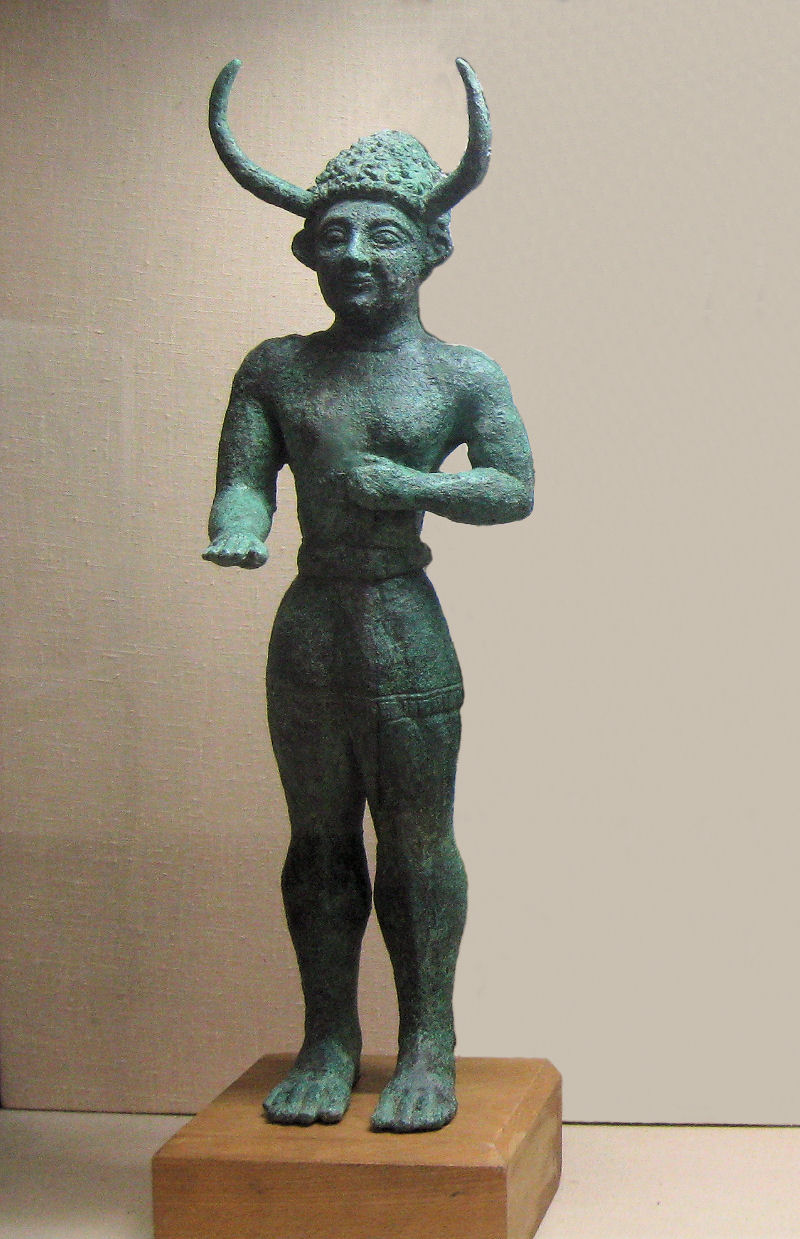
O "Deus com Chifres" de Enkomi, Chipre

Após assumir o trono de Creta, Minos passou a combater seus irmãos pelo direito de governar a ilha. Rogou então ao deus do mar, Posídon que lhe enviasse um touro branco como a neve, como um sinal de aprovação ao seu reinado. Minos deveria sacrificar o touro em homenagem ao deus, porém decidiu mantê-lo devido a sua imensa beleza. Por sua falha em cumprir a promessa e como forma de punir Minos, a deusa Afrodite fez com que Pasífae, esposa de Minos, se apaixonasse perdidamente pelo Touro Cretense vindo do mar. Pasífae pediu então ao arquetípico artesão Dédalo que lhe construísse uma vaca de madeira na qual ela pudesse se esconder no interior, de modo a copular com o touro branco. O filho deste cruzamento foi o monstruoso Minotauro. Parsífae cuidou dele durante sua infância, porém depois ele cresceu e se tornou feroz; sendo fruto de uma união não-natural, entre homem e animal selvagem, ele não tinha qualquer fonte natural de alimento, e precisava devorar homens para sobreviver. Minos, após aconselhar-se com o oráculo em Delfos, pediu a Dédalo que lhe construísse um gigantesco labirinto para abrigar a criatura, localizado próximo ao palácio do próprio Minos, em Cnossos.
Em nenhum lugar a essência do mito foi expressa de maneira mais sucinta que nas Heroides, atribuídas a Ovídio, em que a filha de Pasífae reclama da maldição de seu amor não-correspondido: "Zeus amou Europa, como um touro, escondendo sua cabeça divina - ela deu origem ao nosso povo. Um fardo e uma punição nasceram do útero de minha mãe, Pasífae, montada por touro que ela enganou." Leituras mais literais e prurientes, que enfatizam o mecanismo envolvendo a cópula em si podem, talvez de maneira intencional, obscurescer o casamento místico do deus na forma de touro, um mythos Minoico que era estranho aos gregos.
O Minotauro costuma ser representado na arte clássica com o corpo de um homem, e a cabeça e rabo de um touro. Uma das formas assumidas pelo deus rio Aqueloo ao cortejar Dejanira é a de um homem com uma cabeça de touro, de acordo com a peça teatral As Traquínias, de Sófocles.
Dos períodos clássicos até o Renascimento, o Minotauro aparece como tema de diversas descrições do Labirinto. O relato do autor romano Ovídio sobre o Minotauro, em latim, que não elabora sobre qual metade da criatura era touro e qual era homem, foi a mais difundida durante a Idade Média, e diversas ilustrações feitas no período e depois mostram o Minotauro com uma configuração inversa em relação à sua aparência clássica: uma cabeça e torso de homem sobre um corpo de um touro, semelhante a um centauro. Esta tradição alternativa durou até o Renascimento, e ainda figura em versões modernas do mito, como as ilustrações de Steele Savage feitas para Mythology, de Edith Hamilton (1942).

## Tributo e Teseu

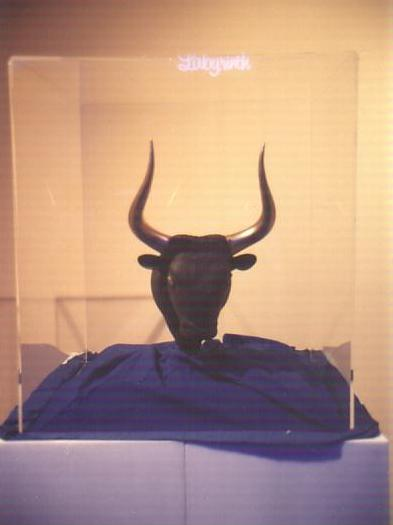
Ritão com a forma de uma cabeça de touro, no pavilhão grego da Expo '88

Androgeu, filho de Minos, foi morto pelos atenienses, invejosos das vitórias obtidas por ele nos Jogos Panatenaicos. Já outra versão do mito afirma que Androgeu teria morrido em Maratona, atacado pelo Touro Cretense, o ex-amante taurino de sua mãe, que Egeu, rei de Atenas, tinha ordenado que ele matasse. A tradição mais comum conta que Minos teria então declarado guerra a Atenas para vingar a morte de seu filho, e saiu vitorioso do confronto. Cátulo, em seu relato do nascimento do Minotauro, se refere a outra versão do mito, na qual Atenas teria sido "obrigada pela praga cruel a pagar compensação pela morte de Androgeu." Egeu deve então evitar a praga causada por seu crime enviando "jovens rapazes, bem como as melhores garotas solteiras, para um banquete" do Minotauro. Minos exigia que pelo menos sete rapazes e sete donzelas atenienses, escolhidos através de sorteio, lhe fossem enviados a cada nove anos (ou, segundo alguns relatos, anualmente) para serem devorados pelo Minotauro.
Quando se aproximava a data do envio do terceiro sacrifício o jovem príncipe Teseu se ofereceu para assassinar o monstro, prometendo a seu pai, Egeu, que ordenaria que o navio que o trouxesse de volta para casa erguesse velas brancas, caso ele tivesse sido bem-sucedido na empreitada, ou velas negras, caso ele tivesse morrido. Em Creta, Ariadne, filha de Minos, se apaixona por Teseu e o ajuda a se deslocar pelo labirinto, que tinha um único caminho que levava até seu centro. Na maior parte dos relatos Ariadne dá a ele um novelo, que ele utiliza para marcar seu caminho de modo que ele possa retornar por ele. Teseu então mata o Minotauro com a espada de Egeu, e lidera os outros atenienses para fora do labirinto. Na viagem de volta, no entanto, ele se esquece de erguer as velas brancas e seu pai, ao ver o navio e imaginar que Teseu estava morto, se suicida, arremessando-se no mar que desde então leva seu nome.

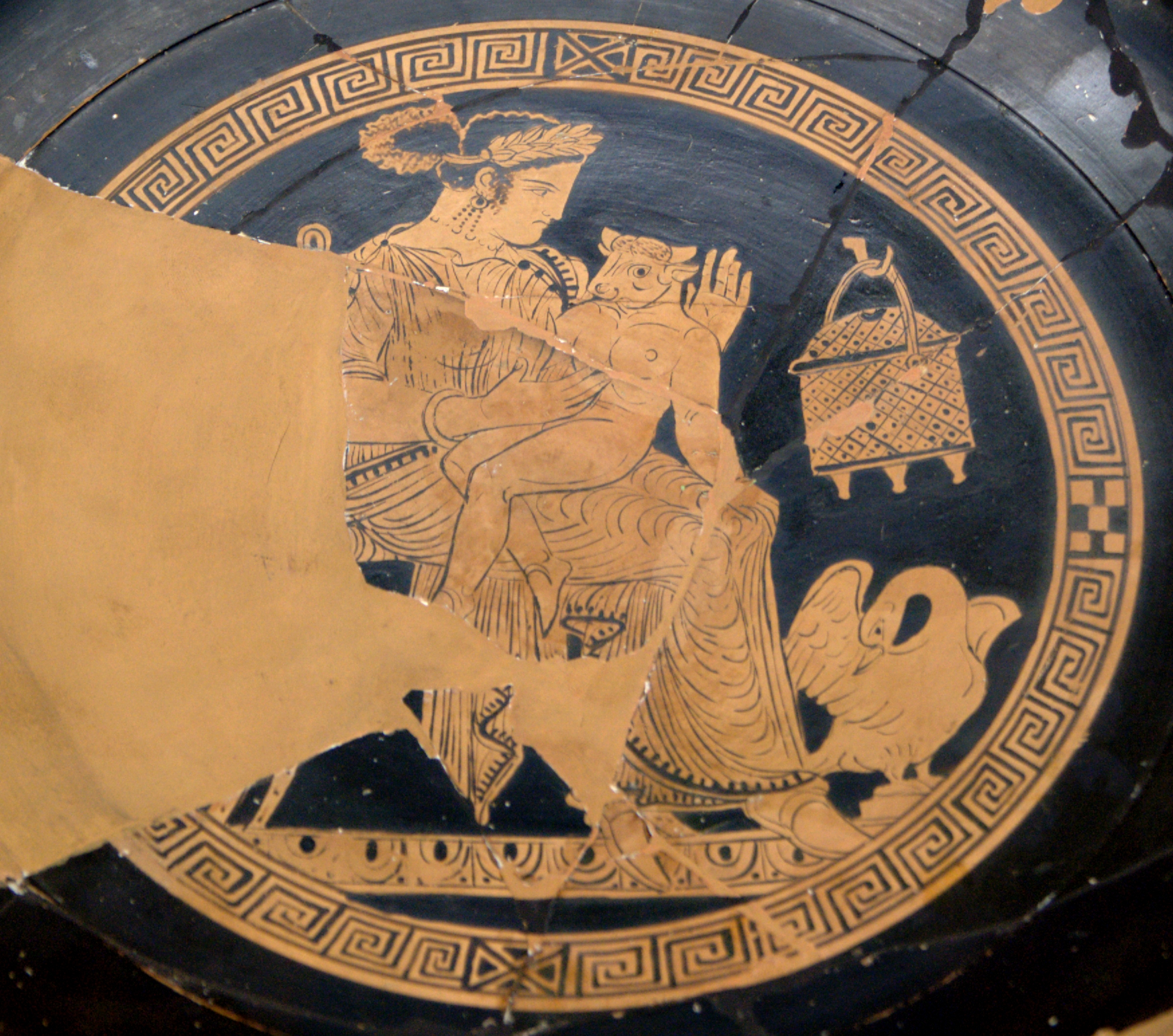
Pasífae e o Minotauro, cílice ático em figura vermelha descoberto na Vulcos etrusca (Gabinete das Medalhas, Paris)

## Etruscos
A visão essencialmente ateniense do Minotauro como antagonista de Teseu reflete as fontes literárias, que são parciais às perspectivas atenienses. Os etruscos, que consideravam Ariadne companheira de Dioniso, e não de Teseu, apresentavam um ponto de vista diferente do Minotauro, nunca visto na arte grega: numa taça de vinho etrusca feita em figura vermelha da primeira metade do século IV a.C., Pasífae apoia de maneira terna o Minotauro criança em seu colo.

## Interpretações

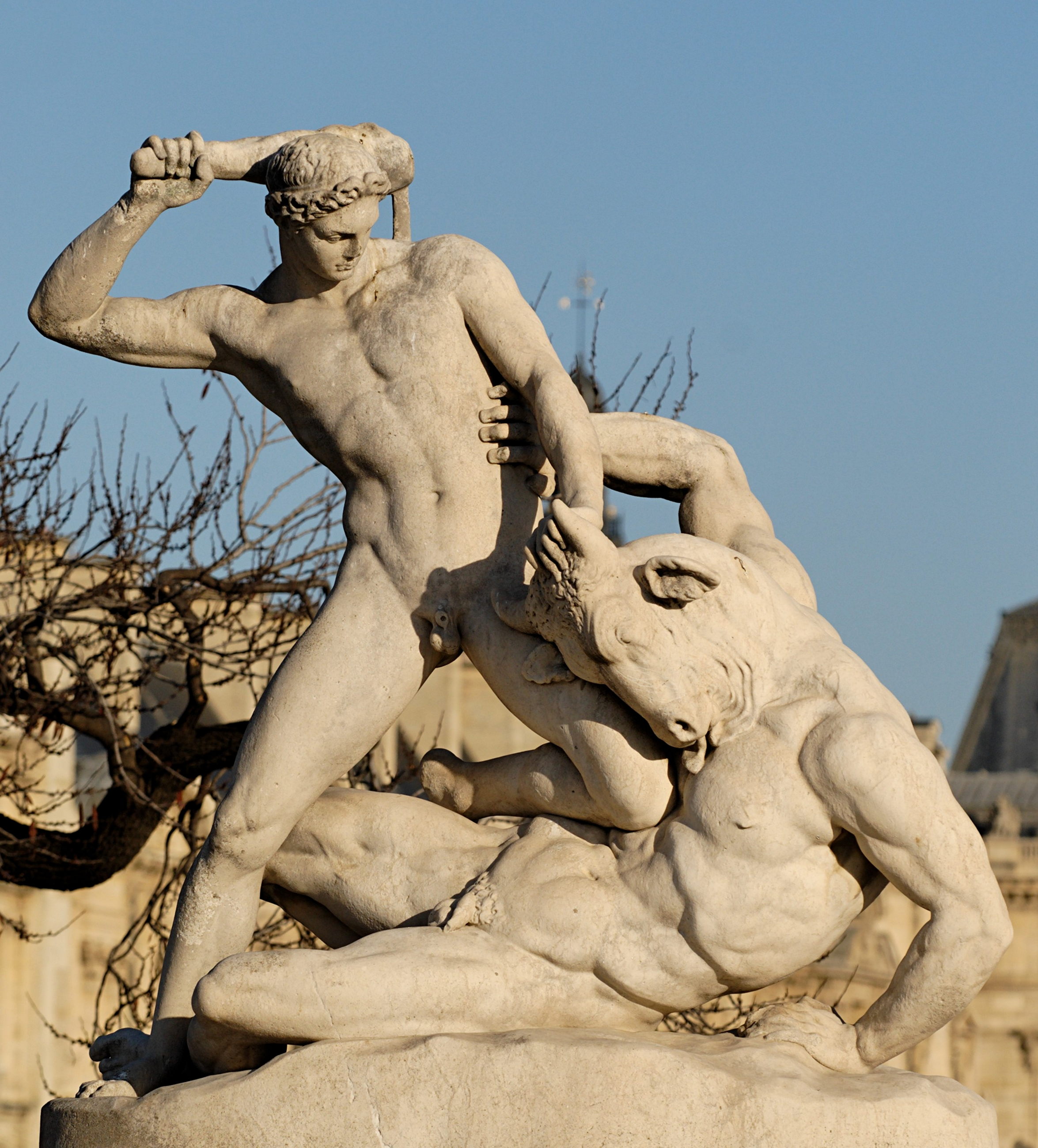
Teseu combatendo o Minotauro, de Jean-Étienne Ramey, mármore, 1826, Jardins das Tulherias, Paris

A luta entre Teseu e o Minotauro foi representada com frequência na arte grega. Um didracma de Cnossos exibe num lado o labirinto, e no outro o Minotauro cercado por um semicírculo de pequenas bolas, provavelmente representando estrelas; um dos nomes do monstro era Astério, "estrela" em grego antigo.
As ruínas do palácio de Minos, em Cnossos, foram descobertas, porém nenhum labirinto foi encontrado ali. O número enorme de aposentos, escadas e corredores do palácio fez com que alguns arqueólogos sugerissem que o próprio palácio teria sido a fonte do mito do labirinto, uma ideia que geralmente é desacreditada nos dias de hoje. Homero, descrevendo o escudo de Aquiles, comentou que o labirinto seria um recinto para as danças cerimoniais de Ariadne.
Alguns mitólogos modernos veem o Minotauro como uma personificação solar, uma adaptação minoica do Baal-Moloch dos fenícios. A morte do Minotauro por Teseu, neste caso, indicaria o rompimento das relações tributárias de Atenas com a Creta minoica.

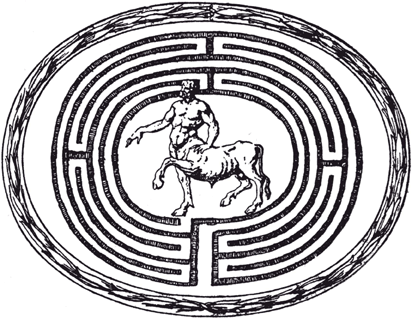
O Minotauro no Labirinto, gravura em pedra preciosa do século XVI na Coleção Medici do Palácio Strozzi, em Florença

De acordo com o estudioso britânico A. B. Cook, Minos e o Minotauro são apenas duas formas diferentes do mesmo personagem, que representa o deus-sol dos cretenses, que retratavam o sol na forma de um touro. Tanto Cook quanto o antropólogo escocês James Frazer explicaram a união de Pasífae com um touro como uma cerimônia sagrada, na qual a rainha de Cnossos se casava com um deus em forma de touro, da mesma maneira que a esposa do tirano em Atenas havia se casado com Dioniso. O arqueólogo francês Edmond Pottier, que não discute a existência histórica de Minos, a partir da história de Fálaris, considera provável que em Creta (onde pode ter existido um culto aos touros, juntamente com o do lábris) uma forma de tortura era trancar as vítimas dentro da barriga de um touro de bronze incandescente. A história de Talo, o homem de bronze cretense, que se deixava em braza e abraçava os estrangeiros assim que eles pisavam na ilha, provavelmente teria origem semelhante.
Uma explicação histórica do mito se refere ao período em que Creta era a principal potência política e cultural do mar Egeu. À medida que a cidade de Atenas (e provavelmente outras cidades gregas continentais) pagavam tributo a Creta, pode-se assumir que este tributo incluía jovens de ambos os sexos, destinados ao sacrifício ritual. A cerimônia era executada por um sacerdote que utilizava uma máscara ou cabeça de touro, o que explicaria então o imaginário relacionado ao Minotauro. Este sacerdote também poderia ser filho de Minos.
Com a Grécia continental livre do domínio cretense, o mito do Minotauro teve como papel distanciar a incipiente consciência religiosa das poleis helenas das crenças minoicas.

## O Minotauro noInfernode Dante

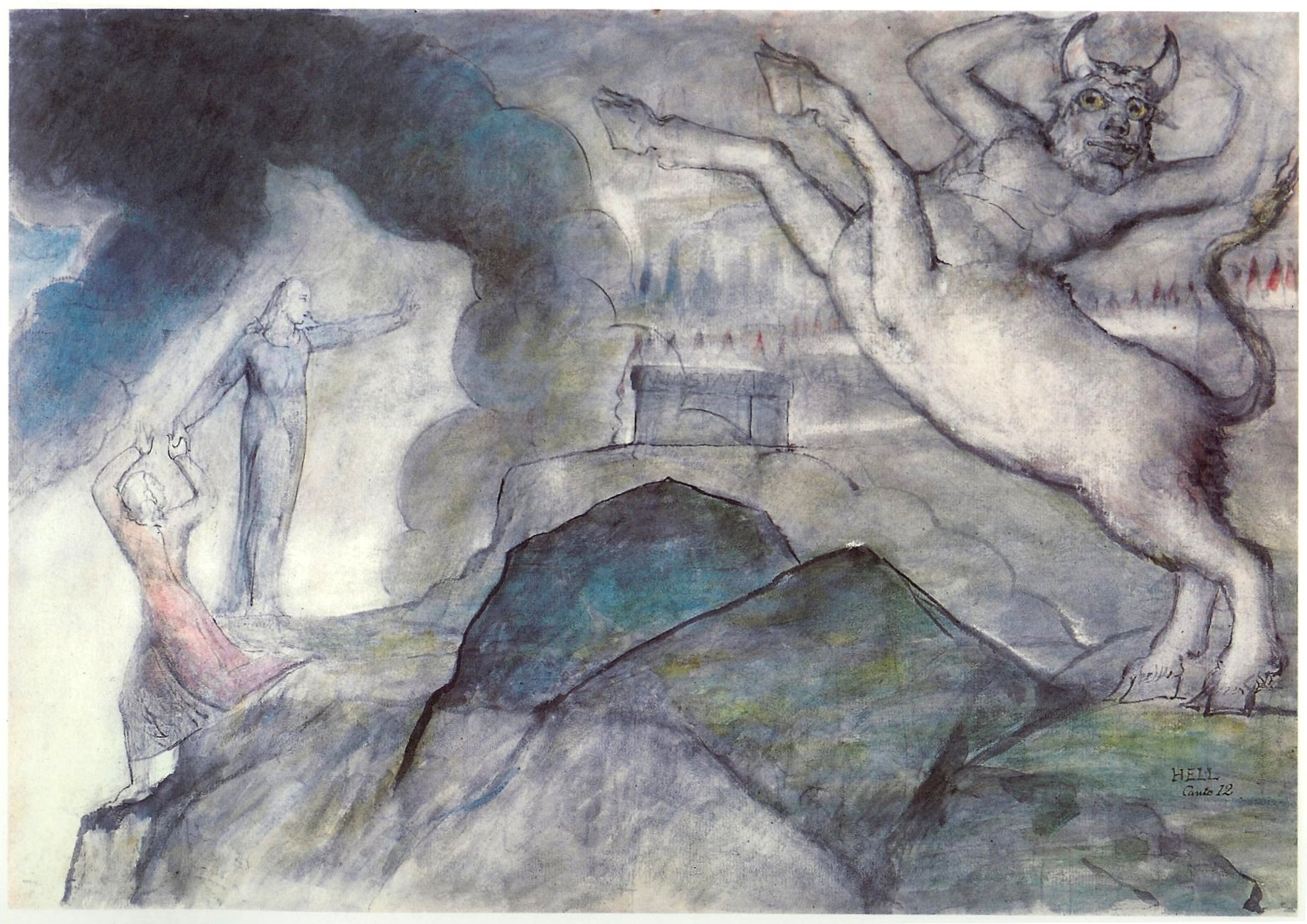
Imagem do Minotauro de William Blake, ilustrando o Inferno, XII

O Minotauro, a infamia di Creti, aparece brevemente no Inferno de Dante Alighieri, em seu canto 12, 11-15, onde, abrindo caminho entre rochedos espalhados por uma encosta, e preparando-se para entrar no Sétimo Círculo, Dante e Virgílio, seu guia, encontraram a criatura pela primeira vez entre aqueles que foram amaldiçoados por sua natureza violenta, os "homens de sangue", embora seu nome não seja citado até o verso 25. Com a lembrança provocante, feita por Virgílio, do "rei de Atenas", o Minotauro se ergue, enfurecido, e distrai os centauros que guardam o Flegetonte, "rio de sangue", permitindo assim que Virgílio e Dante passem rapidamente por eles. Esta associação pouco típica do Minotauro com os centauros, que não é feita em qualquer outra fonte clássica, é mostrada visualmente na ilustração da criatura feita por William Blake como uma espécie de centauro taurino.